# Kōki Anzai
Kōki Anzai (安西幸輝?, Anzai Kōki; Hyōgo, 31 maggio 1995) è un calciatore giapponese, difensore o centrocampista dei Kashima Antlers.

## Caratteristiche tecniche
È un terzino sinistro.

## Carriera

### Nazionale
Il 22 marzo 2019 ha debuttato con la Nazionale giapponese in occasione dell'amichevole contro la Colombia.

## Statistiche

### Presenze e reti nei club
Statistiche aggiornate al 7 agosto 2024.
| Stagione               | Squadra                | Campionato             | Campionato | Campionato | Coppe nazionali | Coppe nazionali | Coppe nazionali | Coppe continentali | Coppe continentali | Coppe continentali | Altre coppe | Altre coppe | Altre coppe | Totale | Totale |
| Stagione               | Squadra                | Comp                   | Pres       | Reti       | Comp            | Pres            | Reti            | Comp               | Pres               | Reti               | Comp        | Pres        | Reti        | Pres   | Reti   |
| ---------------------- | ---------------------- | ---------------------- | ---------- | ---------- | --------------- | --------------- | --------------- | ------------------ | ------------------ | ------------------ | ----------- | ----------- | ----------- | ------ | ------ |
| 2014                   | Tokyo Verdy            | J2                     | 41         | 2          | CG              | 1               | 0               | -                  | -                  | -                  | -           | -           | -           | 42     | 2      |
| 2015                   | Tokyo Verdy            | J2                     | 35         | 1          | CG              | 0               | 0               | -                  | -                  | -                  | -           | -           | -           | 35     | 1      |
| 2016                   | Tokyo Verdy            | J2                     | 34         | 0          | CG              | 1               | 0               | -                  | -                  | -                  | -           | -           | -           | 35     | 0      |
| 2017                   | Tokyo Verdy            | J2                     | 40+1       | 3+0        | CG              | 0               | 0               | -                  | -                  | -                  | -           | -           | -           | 41     | 3      |
| Totale Tokyo Verdy     | Totale Tokyo Verdy     | Totale Tokyo Verdy     | 151        | 6          |                 | 2               | 0               |                    | -                  | -                  |             | -           | -           | 153    | 6      |
| 2018                   | Kashima Antlers        | J1                     | 28         | 3          | CG+CdL          | 5+4             | 0               | AFC                | 10                 | 0                  | Cmc         | 3           | 0           | 50     | 3      |
| gen.-lug. 2019         | Kashima Antlers        | J1                     | 15         | 3          | CG              | 0               | 0               | AFC                | 7                  | 0                  | -           | -           | -           | 22     | 3      |
| 2019-2020              | Portimonense           | PL                     | 23         | 1          | TP+TL           | 1+4             | 0               | -                  | -                  | -                  | -           | -           | -           | 28     | 1      |
| 2020-2021              | Portimonense           | PL                     | 31         | 0          | TP+TL           | 1+0             | 0               | -                  | -                  | -                  | -           | -           | -           | 32     | 0      |
| Totale Portimonense    | Totale Portimonense    | Totale Portimonense    | 54         | 1          |                 | 6               | 0               |                    | -                  | -                  |             | -           | -           | 60     | 1      |
| lug.-dic. 2021         | Kashima Antlers        | J1                     | 16         | 0          | CG+CdL          | 2+2             | 0               | -                  | -                  | -                  | -           | -           | -           | 20     | 0      |
| 2022                   | Kashima Antlers        | J1                     | 33         | 0          | CG+CdL          | 4+8             | 0               | -                  | -                  | -                  | -           | -           | -           | 45     | 0      |
| 2023                   | Kashima Antlers        | J1                     | 31         | 0          | CG+CdL          | 1+7             | 0               | -                  | -                  | -                  | -           | -           | -           | 39     | 0      |
| 2024                   | Kashima Antlers        | J1                     | 25         | 1          | CG+CdL          | 1+2             | 0+1             | -                  | -                  | -                  | -           | -           | -           | 28     | 2      |
| Totale Kashima Antlers | Totale Kashima Antlers | Totale Kashima Antlers | 148        | 7          |                 | 36              | 1               |                    | 17                 | 0                  |             | 3           | 0           | 204    | 8      |
| Totale carriera        | Totale carriera        | Totale carriera        | 353        | 14         |                 | 44              | 1               |                    | 17                 | 0                  |             | 3           | 0           | 417    | 15     |

### Cronologia presenze e reti in nazionale
| Cronologia completa delle presenze e delle reti in nazionale ― Giappone | Cronologia completa delle presenze e delle reti in nazionale ― Giappone | Cronologia completa delle presenze e delle reti in nazionale ― Giappone | Cronologia completa delle presenze e delle reti in nazionale ― Giappone | Cronologia completa delle presenze e delle reti in nazionale ― Giappone | Cronologia completa delle presenze e delle reti in nazionale ― Giappone | Cronologia completa delle presenze e delle reti in nazionale ― Giappone | Cronologia completa delle presenze e delle reti in nazionale ― Giappone |
| Data                                                                    | Città                                                                   | In casa                                                                 | Risultato                                                               | Ospiti                                                                  | Competizione                                                            | Reti                                                                    | Note                                                                    |
| ----------------------------------------------------------------------- | ----------------------------------------------------------------------- | ----------------------------------------------------------------------- | ----------------------------------------------------------------------- | ----------------------------------------------------------------------- | ----------------------------------------------------------------------- | ----------------------------------------------------------------------- | ----------------------------------------------------------------------- |
| 22-3-2019                                                               | Yokohama                                                                | Giappone                                                                | 0 – 1                                                                   | Colombia                                                                | Amichevole                                                              | -                                                                       | 89’                                                                     |
| 26-3-2019                                                               | Kobe                                                                    | Giappone                                                                | 1 – 0                                                                   | Bolivia                                                                 | Amichevole                                                              | -                                                                       | 73’                                                                     |
| 5-9-2019                                                                | Kashima                                                                 | Giappone                                                                | 2 – 0                                                                   | Paraguay                                                                | Amichevole                                                              | -                                                                       | 67’                                                                     |
| 10-10-2019                                                              | Saitama                                                                 | Giappone                                                                | 6 – 0                                                                   | Mongolia                                                                | Qual. Mondiali 2022                                                     | -                                                                       | 58’                                                                     |
| 9-10-2020                                                               | Utrecht                                                                 | Giappone                                                                | 0 – 0                                                                   | Camerun                                                                 | Amichevole                                                              | -                                                                       | 46’                                                                     |
| Totale                                                                  |                                                                         | Presenze                                                                | 5                                                                       |                                                                         | Reti                                                                    | 0                                                                       |                                                                         |

## Palmarès

### Club

#### Competizioni internazionali
- AFC Champions League: 1

Kashima Antlers: 2018